# 국제탐사보도언론인협회
국제탐사보도언론인협회(國際探査報道言論人協會, International Consortium of Investigative Journalists, ICIJ)는 비영리 연구 기관인 공공청렴센터(CPI) 산하의 언론인 협회이다. 세계 60개국 160여명의 언론인들이 참여하고 있는 비영리 탐사보도 전문 기관이다. 쉽게 말해 전 세계 PD수첩의 PD들이 한자리에 모인 개념의 협회이다.
협회는 사무실은 미국 워싱턴 D.C.에 있다. 사무국장은 오스트레일리아의 제러드 라일(Gerard Ryle) 기자이며, 상근으로 아르헨티나의 마리나 워커 게바라 기자, 미국의 마이클 허드슨 기자, 오스트레일리아의 킴벌리 포티어스 기자가 있다.

## 같이 보기
- 파나마 페이퍼스